# Vorselse Molen
De Vorselse Molen, ook wel de Molen Ten Vorsel of Molen ter Coijen genoemd, was een watermolen op de bovenloop van de Groote Beerze ten zuiden van Bladel. De rivier heet daar Aa of Goorloop. Deze molen werd gesticht door de Priorij van Postel en werd reeds vermeld in de 13e eeuw.
De molen bevond zich op het landgoed Ten Vorsel, dat in bezit was van deze Priorij.
Tegenwoordig bestaat de molen niet meer, maar is er een groepsaccommodatie met deze naam op de plaats waar deze molen eens heeft gestaan.
In de nabijheid bevond zich ook de Hapertse Watermolen en de Watermolen van Casteren, wat later de Molen van Wolfswinkel werd.